# St. Clemens (Köln-Mülheim)

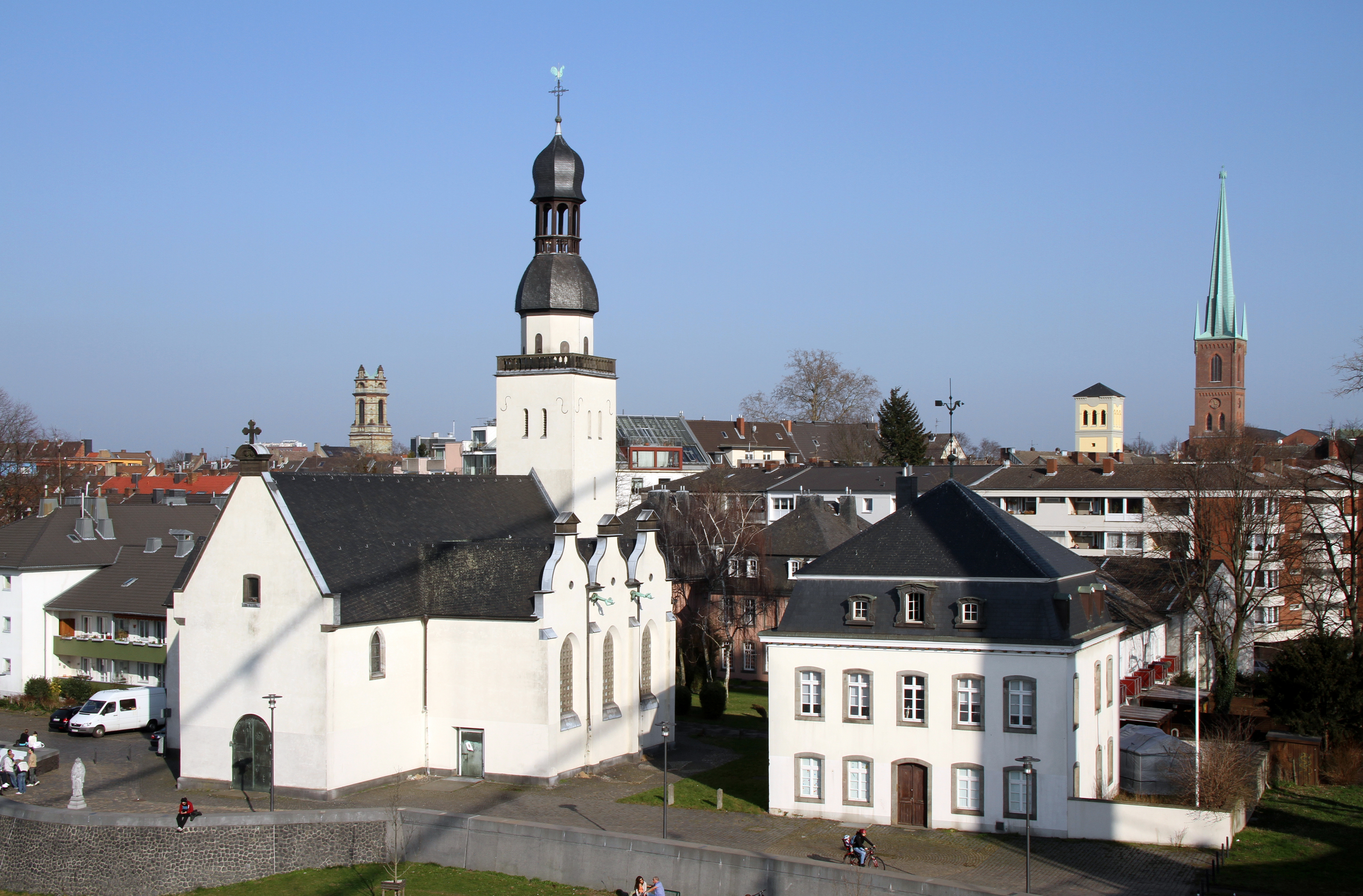
St. Clemens, im Hintergrund der Turm der zerstörten Lutherkirche (links), der Friedenskirche und der Spitzturm der Liebfrauenkirche

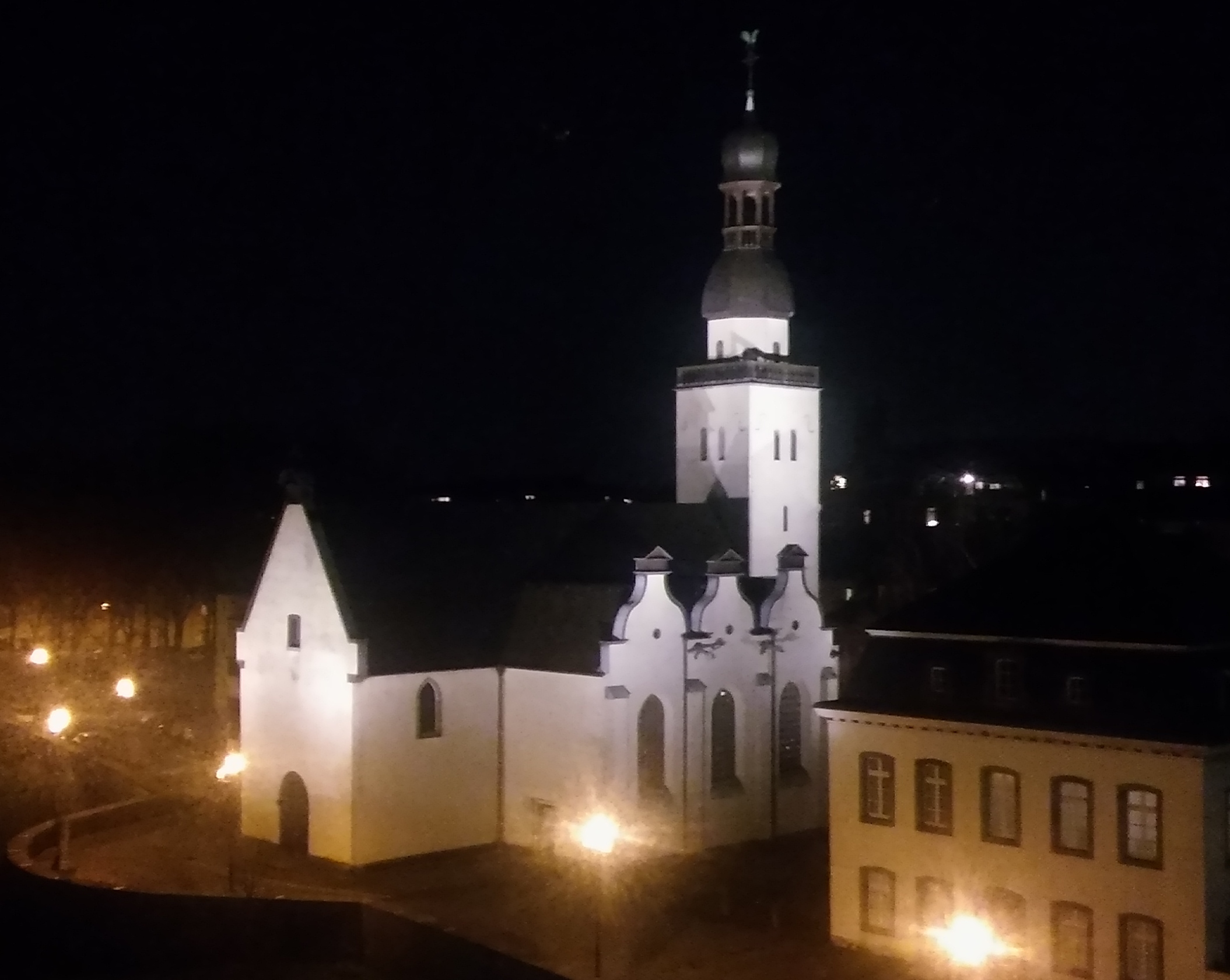
St. Clemens bei Nacht

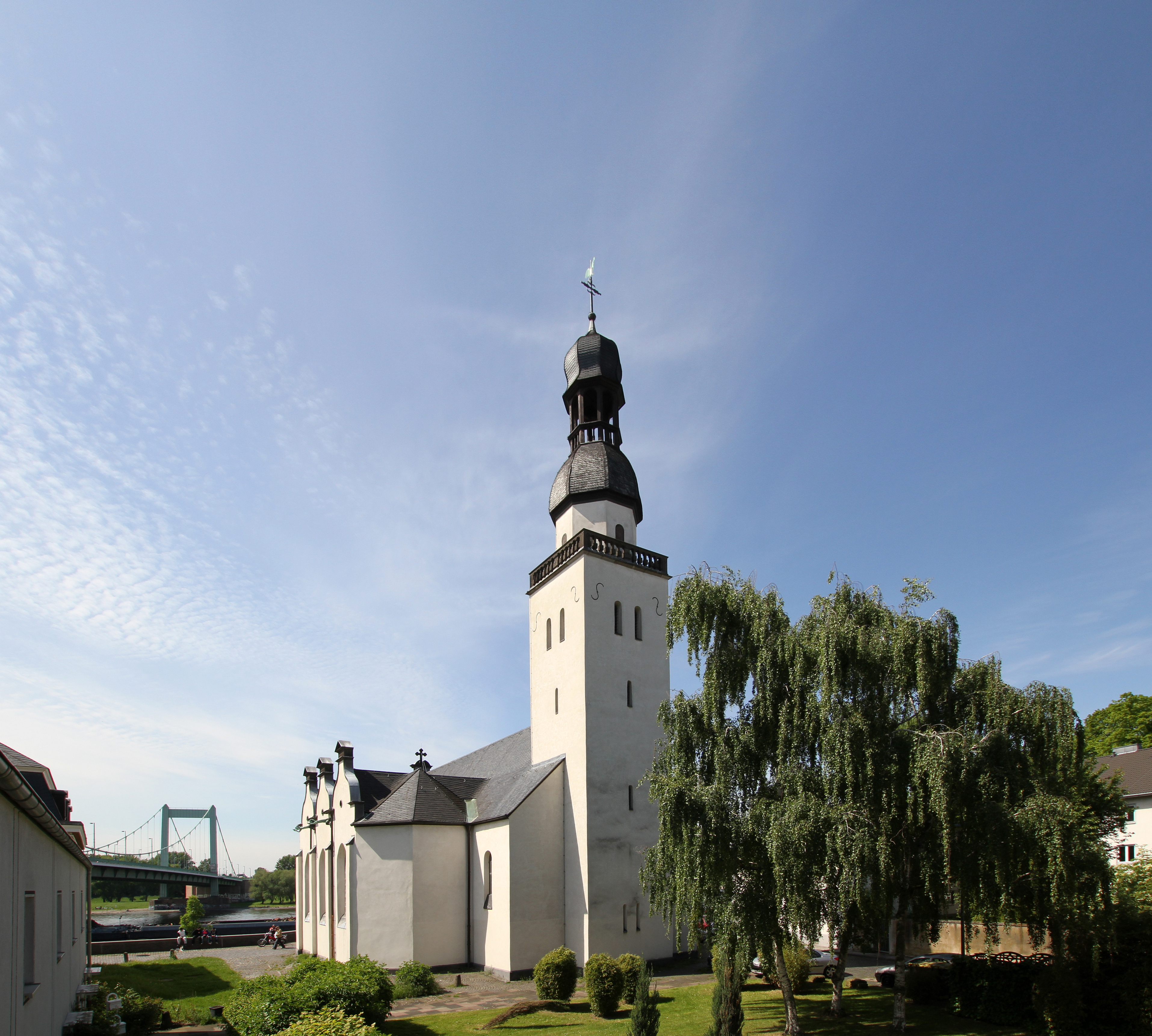
St. Clemens, Turmseite im ehemaligen Pfarrhof

St. Clemens ist eine ehemalige Schifferkirche des heute rechtsrheinischen Kölner Stadtteiles Mülheim. Die unmittelbar am Rheinufer stehende Kirche entstand als romanische Saalkirche des 12./13. Jahrhunderts. Sie war jahrhundertelang Filialkirche der Pfarrkirche St. Mauritius in Buchheim, wurde nach deren Zerstörung 1796 zur Pfarrkirche erhoben und blieb nach wie vor die einzige katholische Kirche Mülheims. Mit dem Neubau der Liebfrauenkirche im Jahr 1864 verlor sie die Pfarrrechte und wurde erneut zur Nebenkirche. Mit weiteren sieben Kirchen gehört sie heute zur katholischen Kirchengemeinde St. Clemens und Mauritius, die die Stadtteile Mülheim, Buchheim und Buchforst umfasst.

## Untersuchungen und Quellennachweise
Eine Abhandlung des Archäologen und Kunsthistorikers Bellot des Jahres 1994 unternahm den Versuch, die baugeschichtlichen Abläufe der Clemenskirche seit ihren Anfängen zu rekonstruieren. Dazu stellte er fest, dass eine gründliche und umfassende Untersuchung des Bauwerks noch durchzuführen sei.
Das vorhandene Quellenmaterial zu dieser Kirche ist eng mit der Entwicklungsgeschichte Mülheims verbunden und zeigt in Form von historischen Zeichnungen, Stichen und frühen Fotografien Veränderungen des Ortes und der Kirche, die jedoch nicht die Zeit vor der Mitte des 16. Jahrhunderts erfassen. Weiterhin geben die für diese Zeit verfügbaren Nachrichten der Archive und die der überkommenen Literatur mit ihren Daten zur Bauabfolge Anhaltspunkte, die jedoch im Einzelfall wenig zu konkreten Maßnahmen am Kirchbau preisgeben.

## Geschichte

### Aufbau und Zerstörungen über Jahrhunderte
Nach den jüngsten Befunden befand sich am Standort der heutigen Kirche bereits im Jahr 1255 zur Zeit des Grafen Adolf ein Gotteshaus; es wurde zum Zentrum des frühen Ortes Mülheim.
In die schon zu früher Zeit überlieferten häufigen Fehden, die zwischen der Stadt Köln und den Verbündeten des Erzbischofs ausgetragen wurden, waren häufig auch die Mülheimer als Anrainer verwickelt. Versuche des Mülheimer Landesherren, die wachsende Ansiedlung mitsamt der Kirche durch Befestigungen schützen zu wollen, wurden daher schon früh unternommen. Als Schutz und Zuflucht vor solchen Gefahren errichtete man erste Erdwälle und Gräben, deren Errichtung jedoch auf den Widerspruch der Stadt Köln stieß. So ruhten weitere Arbeiten bis zur Regentschaft Adolf V., der 1275 mit dem Bau zweier fester Burgen in Monheim und Mülheim begann, doch hatte er diese Bauwerke nach seiner Niederlage in einer neuerlichen Fehde auf Verlangen Kölns 1286 schleifen müssen.
Die Befestigungserneuerungen Mülheims im Jahr 1414 entsprachen den Anlagen des Jahres 1288. Mauern und andere Bauwerke waren und wurden jedoch durch Kölner Kräfte immer wieder abgebrochen oder beschädigt. Da zum ausgehenden 14. Jahrhundert durch Kämpfe zwischen der Grafschaft Mark und dem Herzogtum Berg ganz Mülheim niedergebrannt wurde, fand auch eine Wiederherstellung der Clemenskapelle statt. Dieser folgten Baumaßnahmen des 16., 17. und 18. Jahrhunderts, deren jeweilige Veränderungen ein Bauwerk mit einem recht unregelmäßigen Grundriss entstehen ließen.

### Historische Datenangaben und Befunde

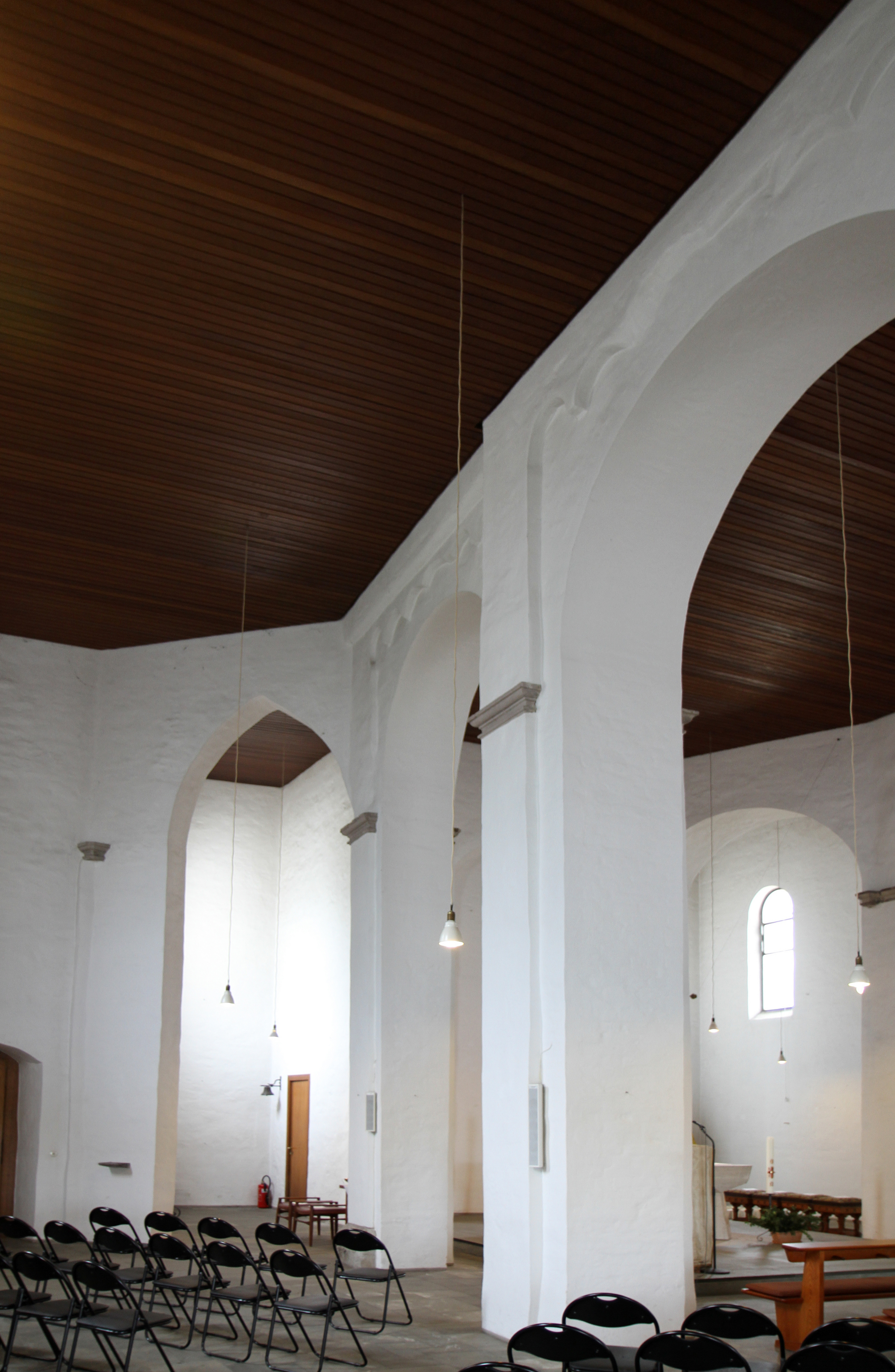
Teil der Nordarkade mit romanischem Rundbogenfries

Ältere Annahmen des Vinzenz Jakob von Zuccalmaglio legten die Entstehung der Clemenskirche in die baugeschichtliche Zeit der Romanik. Während einer Restaurierung der Kirche im Jahr 1939 wurde entdeckt, dass die Obergaden des Mittelschiffes einen bislang verdeckten Rundbogenfries und eine Lisenenteilung aufwiesen, sodass nach näheren Untersuchungen dieser Baudetails auf eine einschiffige dreijochige Kirche geschlossen werden konnte, die spätestens zu Beginn des 13. Jahrhunderts vorhanden war. Weitere Auswertungen der Untersuchungen wurden in den Ruinen der Kirche im Jahr 1949 durchgeführt, die Albert Verbeek dokumentierte. Sie erhärteten die frühe Entstehungszeit der Kapelle.
Ihre erste Erwähnung fand die Kirche in einer Urkunde des Jahres 1489, in der sie anlässlich der Stiftung einer Vikarie ausdrücklich für das Jahr 1382 mit dem Status einer Filialkapelle in Mülheim bezeichnet wurde, die als solche der alten Pfarrei St. Mauritius in Buchheim unterstand.

### Ehemaliger kirchenrechtlicher Status
Die Buchheimer „Mutterkirche“ und mit dieser deren Filiale St. Clemens zu Mülheim befanden sich rechtlich bis zum Jahr 1796 in bischöflicher Hand. Der Status beider Kirchen basierte seit alter Zeit auf den bestehenden Besitz- und Lehensverhältnissen sowie dem Kollationsrecht, das sich im Besitz des jeweiligen Domkustos befand. Obwohl der wachsende Ort Mülheim dem benachbarten und wesentlich kleineren Buchheim nahezu auf allen Gebieten den Rang ablief, unterstand die Mülheimer Kirchengemeinde der dortigen Pfarrei St. Mauritius. St. Clemens nahm vorerst lediglich den Rang einer geweihten Kapelle ein, der weder das Tauf- noch das Beerdigungsrecht verliehen worden war. Bestattungen fanden auf dem die Buchheimer Kirche umgebenden Kirchhof statt, und erst als die hohe Anzahl der Gläubigen dazu zwang, wurden Lockerungen zugelassen, indem erste Messen auch in St. Clemens gefeiert werden durften. Die Pfarrrechte verblieben jedoch bis zur Zerstörung der Mauritiuskirche im Jahr 1796 der Buchheimer Pfarre.

### Umbauten der Kapelle im 15. Jahrhundert
Der Wandel von einer ersten Kapelle zu einer kleinen Kirche fand wohl im Jahr 1414 statt. Aus diesem Jahr berichtet eine Urkunde über einen angeblichen Neubau, der jedoch durch den Untersuchungsbefund von 1939/40 widerlegt wurde.
In dem entsprechenden Dokument heißt es, dass der Herzog von Berg die Kirche zu Mülheim mit Einverständnis der Stadt Köln neu erbaut habe. Da die erwähnte Untersuchung vorhandene romanische, noch heute erhaltene Reste nachwies, kann Herzog Adolf den Kirchbau bestenfalls restauriert, umgebaut oder erweitert, aber nicht neu erbaut haben.
Verbunden mit dem Zeitraum dieser Kirchenvergrößerung war eine herzogliche Stiftung, die die Gründung eines Hospitals und die Verfügbarkeit einer Vikarwohnung umfasste, sodass nun auch an der kleinen Kirche ein zusätzlicher Geistlicher vor Ort die Gemeinde betreuen konnte.

### Kirche des 16. Jahrhunderts

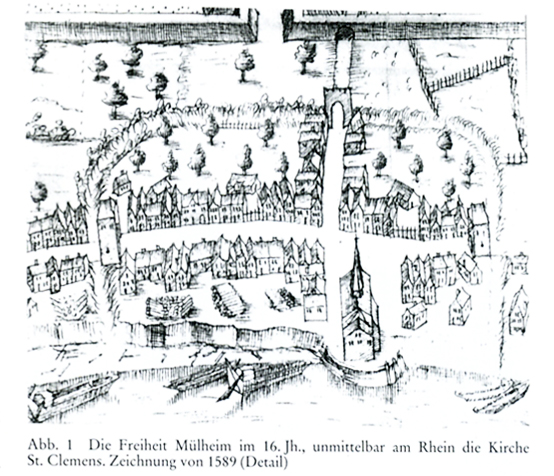
St. Clemens 1589

Eine Darstellung des befestigten Ortes Mülheim zeigt die Kirche 1589 nach weiteren Aus- oder Umbauphasen, in der Vogelperspektive. Den auf dieser Zeichnung erscheinenden Kirchbau interpretiert Bellot als Kirche mit einem polygonal gebrochenen Chor und schließt auf einen 3/8 oder 3/6 Abschluss desselben. Weiter wurde eine einschiffige, spätgotische Saalkirche dargestellt, die mit Satteldach und spitzem Dachreiter versehen ist und möglicherweise schon eine westliche Vorhalle erhalten hatte. Mit dem Äußeren des romanischen Vorgängerbaus hatte dieser Bau nichts mehr gemein. Aus dieser spätmittelalterlichen Zeit der Kirche sind heute jedoch keine materiellen Spuren erhalten.

### St. Clemens im 17. Jahrhundert
Das 17. Jahrhundert brachte im Herbst 1614 nicht nur die Zerstörung der Befestigungsanlagen durch für „Cöln“ eingesetzten Kräfte des spanischen Befehlshabers Spinola, sondern auch die sich anschließende Niederlegung privater Gebäude durch stadtkölnische Bürger, wobei während aller dieser Zerstörungen möglicherweise auch die Clemenskirche betroffen wurde. Dies erschließt sich aus Bendels Angabe, nach der zwischen 1615 und 1619 eine Verfügung des Kölner Rates getroffen worden war, nach der die Baustoffe niedergelegter Gebäude der Bürger in Mülheim nicht nach Köln geschafft werden durften. Den Barfüßern gestattete man jedoch, Baustoffe der niedergelegten Kirche zu verwenden und Steine, Holz, Kalk, Eisen und Einrichtungsstücke für ihre zu dieser Zeit in Köln entstehenden Niederlassungen über den Rhein zu schaffen.

Darstellungen der Kirche zwischen dem 16. und 20. Jahrhundert
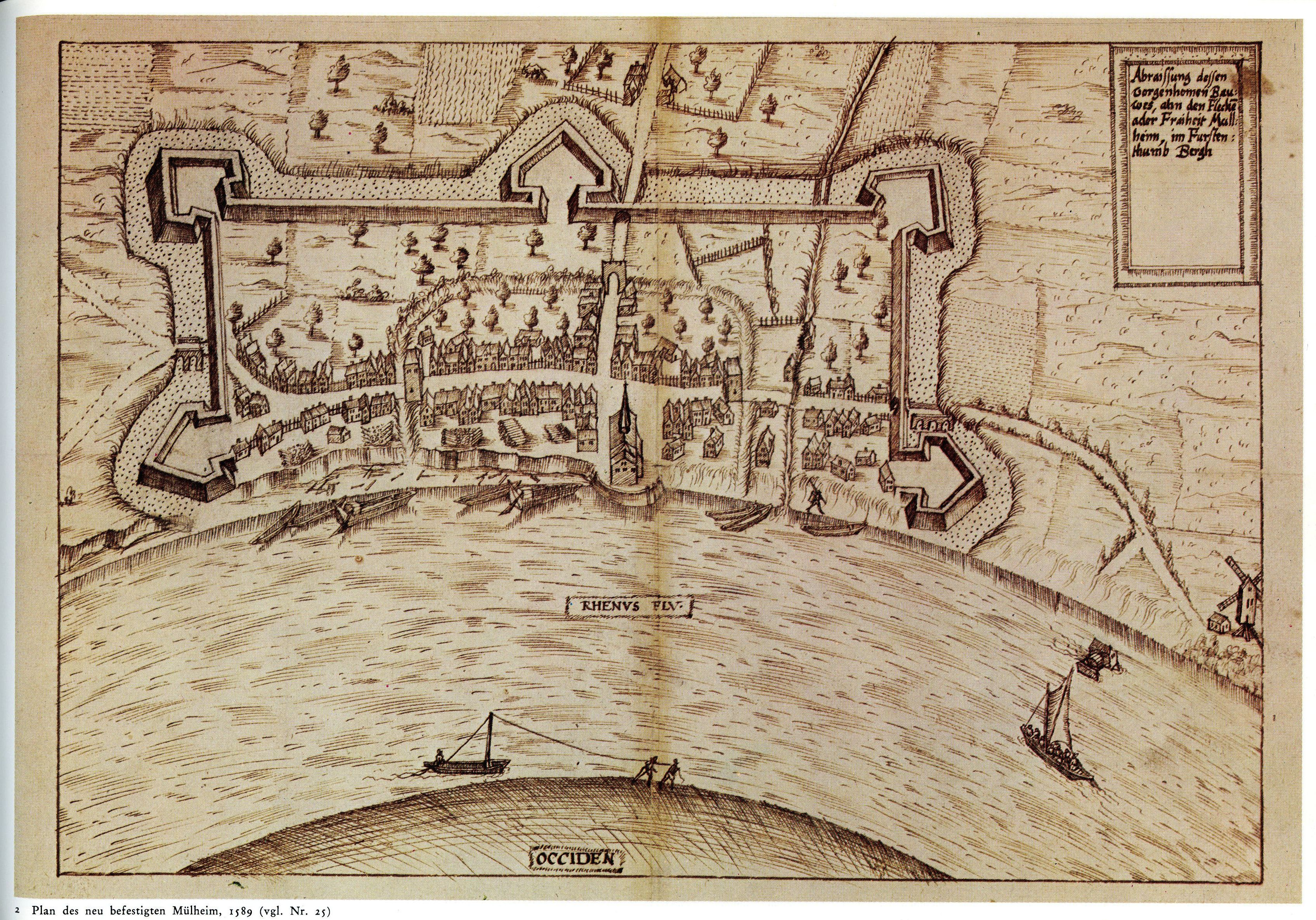
Das neu befestigten Mülheim um 1589 mit der Clemenskirche
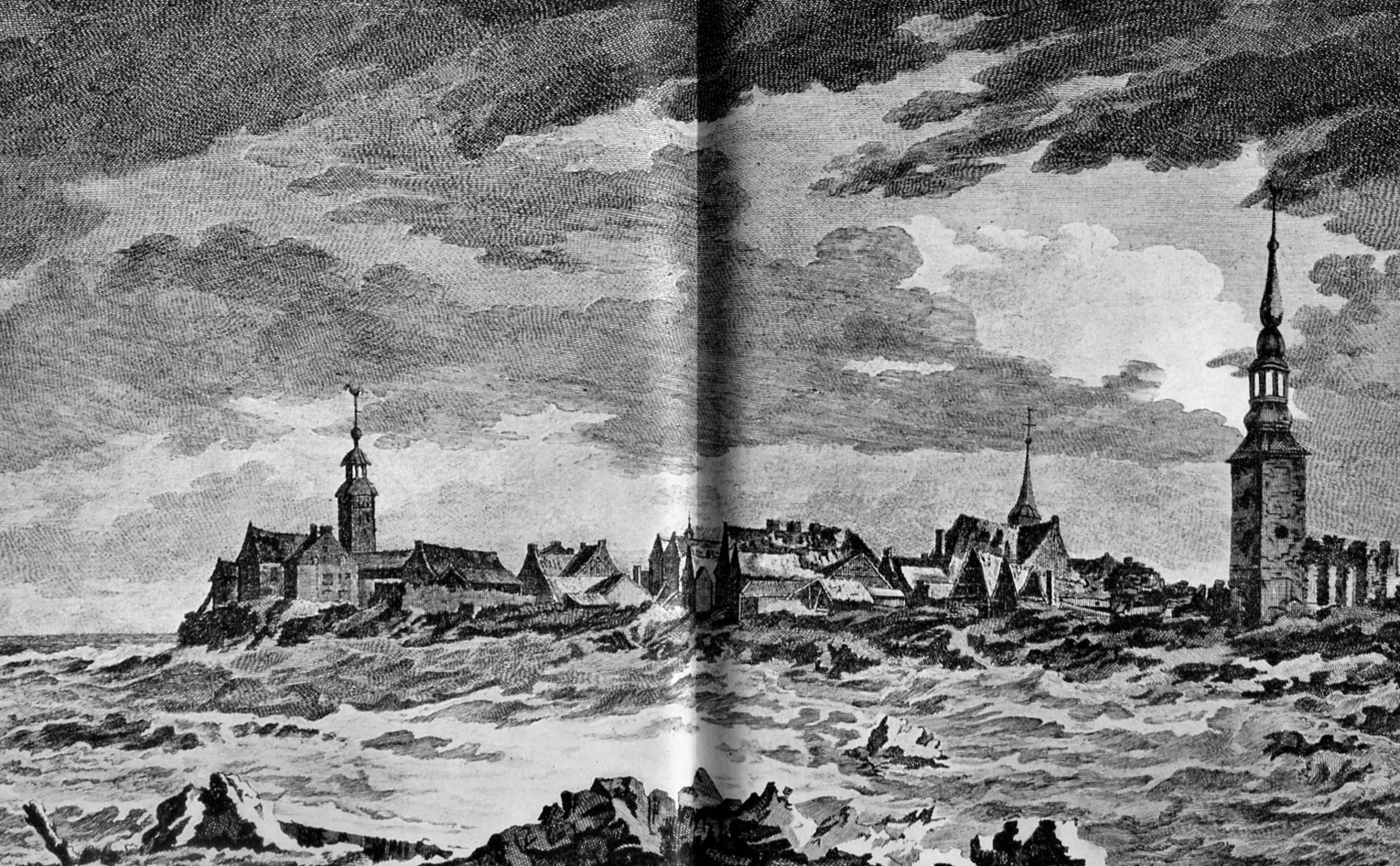
Eisflut des Jahres 1784 nach einem Stahlstich des Niederländers Steven Goblé, (1749–1799)
Hochwasser im Rheinviertel
St. Clemens um 1900

Für einen wahrscheinlichen Wiederaufbau oder zumindest zum Zweck einer umfassenden Restaurierung des Jahres 1629 berichten die Quellen, dass der Landesherr Wolfgang Wilhelm zur Unterstützung der Baumaßnahmen der Clemenskirche sechs Bauhölzer schenkte. Auch diese erneute Veränderung in der Baugeschichte ist aktenkundig, erklärt aber nicht, was im Einzelnen durchgeführt wurde.
Einer späteren Zeit entstammende Inschriftentafel des Altenberger Abtes Lohe, ein gebürtiger Mülheimer, die sich an der Nordseite eines Turmanbaues befand, führt an, dass dieser etwas er- oder aufrichten ließ. Der überlieferte, unvollständige Text lautet:

„… UND ..CLEMENS … HERR (?) HA . DER HOCHWÜRDIGER HERR JOHANN JACOB LOHE ABT ZU ALTENBE(RG)
HERR ZU RHIL ALLHIER BURTIG … AUFGERICHT ANNO 1692. BITT FÜR IHN“

Auch für die weitere Zeit des Barock sind nach Bellot die in Quellen erwähnten baulichen Veränderungen der Clemenskirche mit den tatsächlich durchgeführten Maßnahmen schwer zuzuordnen.
Die vorrangige Bedeutung, die die Clemenskirche mittlerweile im Verhältnis zu ihrer Mutterkirche eingenommen hatte, war die Folge einer im Gegensatz zu Buchheim stetig wachsenden Einwohnerzahl Mülheims. Dieser Vorrang zeigte sich auch in der Ortswahl zur Begehung kirchlicher Hochfeste, wie dem des Fronleichnamfestes.

### Fronleichnamsprozession

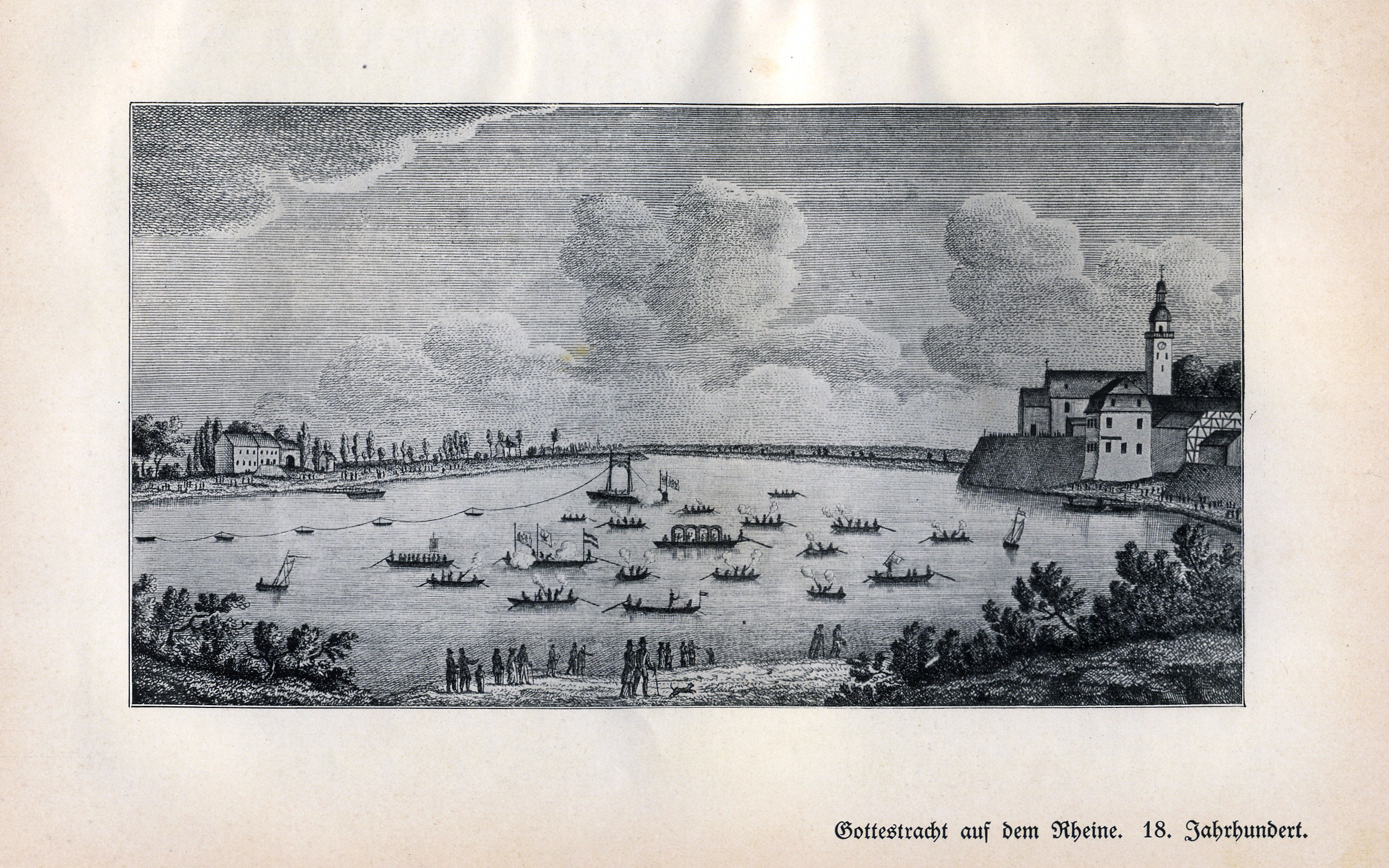
Mülheimer „Rheinfahrt“ an Fronleichnam

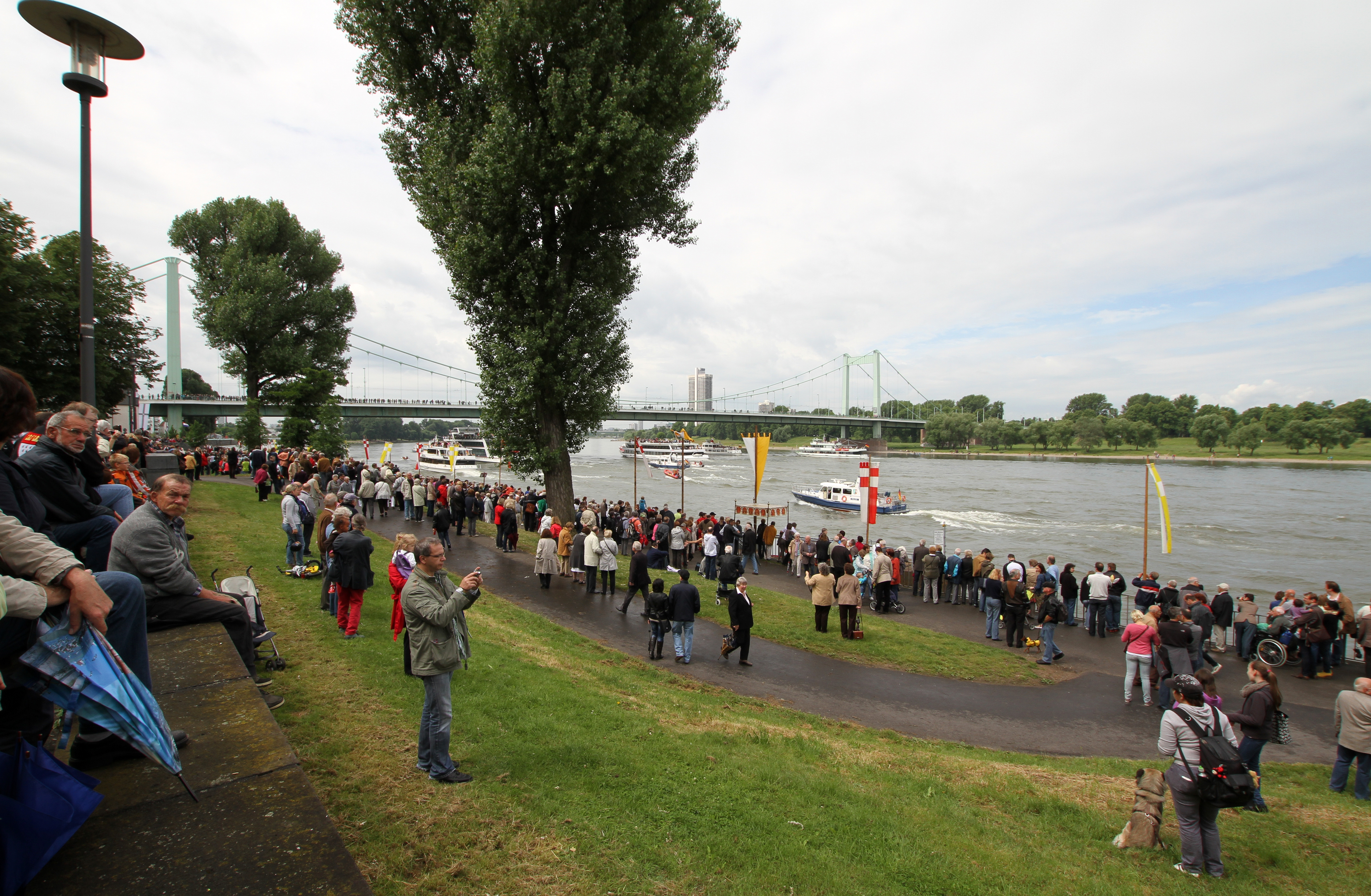
Heutige Schiffsprozession

Bendel legt die Anfänge des Mülheimer Fronleichnamsfestes in die erste Hälfte des 14. Jahrhunderts, führt jedoch aus, dass hierzu konkretere Angaben erst in einem Weistum zu Mülheim und Buchheim des 16. Jahrhunderts angeführt werden. So heißt es in einem solchen zum Weg der Prozession

„… den weg auß, der zu dem Dunwalt geitt, da man das heilige Sakrament von Mulheim hinzutragen pflegt…“

Die dürftigen Angaben zum frühen Prozessionsweg ergänzen spätere Angaben aus Urkunden der Abtei Altenberg und des Mülheimer Stadtarchivs, so dass Bendel folgenden Weg der „Mülheimer Gottestracht“ beschreiben konnte.
Der Auszug der Prozession begann gegen 6.30 Uhr mit dem ersten Segen an der Clemenskirche; die Prozession zog dann rheinabwärts bis gegen Stammheim zu einem dortigen Kreuz. Hier fand die zweite Segnung statt, und die Prozession zog weiter über Schönrath im heutigen Stadtteil Höhenhaus, bis sie in die Nähe des Dünnwalder Klosters gelangte. Dort kehrte man um und zog über den Schänzchensweg, wo an dem dortigen Kreuz ein weiterer Segen erteilt wurde. Nun ging der Prozessionszug nach Buchheim und machte zur Stärkung der Beteiligten Rast an der Sakristei der Pfarrkirche, um dann an den Rhein zu ziehen, wo am sogenannten Pulvertürmchen die Schalden für die sich anschließende „Rheinfahrt“ bereitlagen.
Während dieser relativ kurzen Fahrt – unterhalb Mülheims am „Pütz“ legte man an – hatte der Geistliche erneut einen Segen erteilt. Durch das in der Nähe der Landungsstelle gelegene nördliche Stadttor, die „Steinpforte“, kehrte man in die Stadt zurück und zog über die Freiheitsstraße bis zum alten Hospital. Vor diesem wurde dann eine sogenannte „Kontroverspredigt“ gehalten, nach deren Ende man an die Clemenskirche zurückkehrte und die Feierlichkeiten beendete.

### Kirchenbauwerk und Umfeld im 18. Jahrhundert

#### Stilistische Veränderungen und erneute Schäden
Eine vorerst letzte Vergrößerung erfuhr die Kirche im Jahr 1720 und nach Vogts wurde diesem Baubestand 1754 die westliche Vorhalle hinzugefügt. Der heute dem Chor vorgelagerte Turm wurde nach einem Gutachten des Kölner Stadtzimmermeisters B(o)urscheidt 1755 aufwendig und kostenträchtig (nach Bendel 425 Reichstaler) restauriert und hatte dabei erstmals eine barocke Haube erhalten.
Die Eisflut vom 27. und 28. Februar 1784 zerstörte einen erheblichen Teil Mülheims und auch St. Clemens erlitt Schäden, die jedoch durch seine erhöhte Lage und die massiven Ufermauern reparabel blieben. Als dann im folgenden Jahrzehnt die Buchheimer Pfarrkirche zerstört wurde, beschloss man, sie nicht wieder aufzubauen; die Pfarrrechte wurden daraufhin von der kirchlichen Behörde auf St. Clemens übertragen.

#### Gebäude an der Kirchgasse

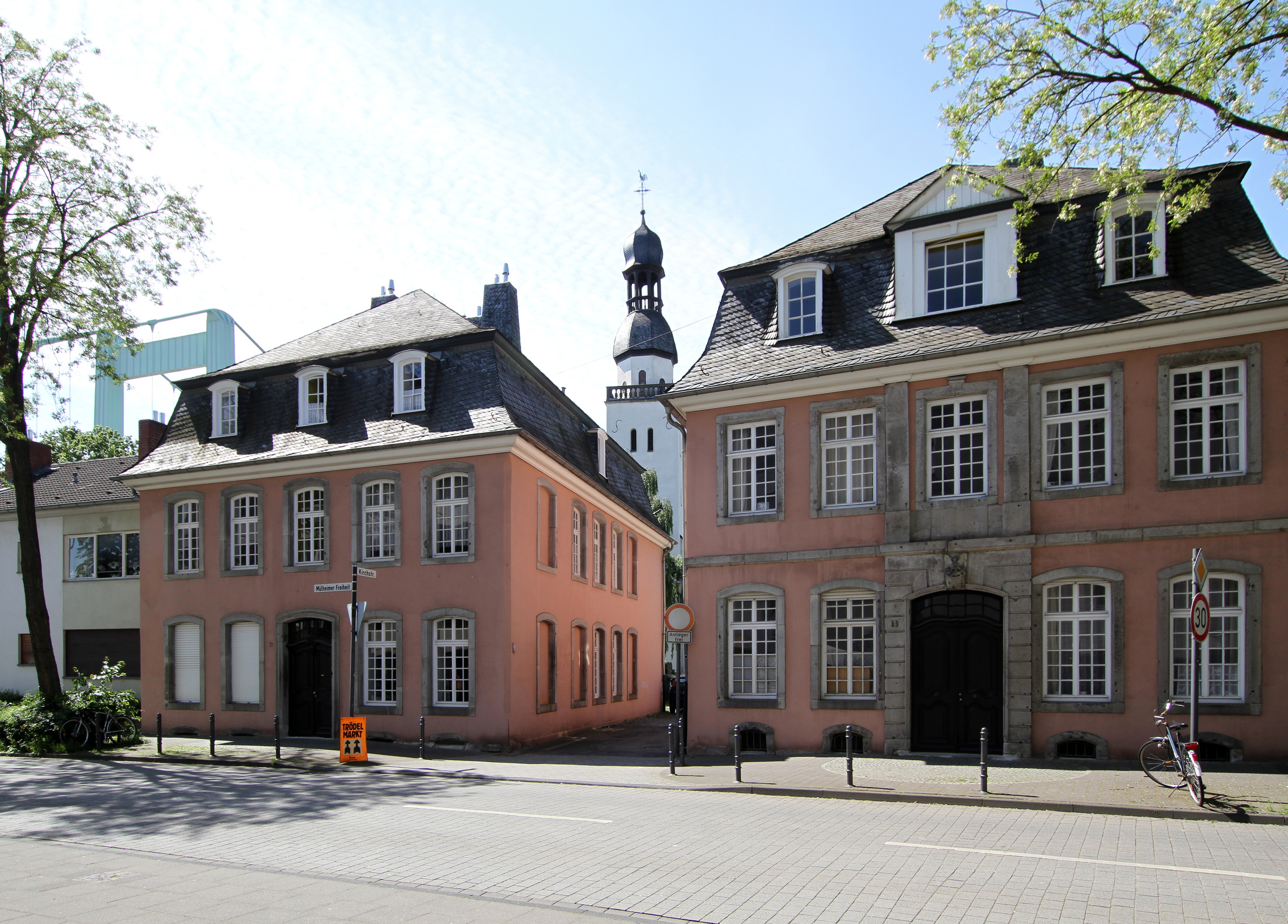
Die Kirchstraße, flankiert vom ehemaligen Pfarrgebäude und dem früheren „Haus zum goldenen Pelikan“

An der früher als Gasse bezeichneten heutigen Kirchstraße, lagen im 18. Jahrhundert die Eckhäuser zur Freiheitsstraße mit deren Nummerierung 29/31 und 33. Die Nummer 33 an der Nordseite war das 1755/56 erbaute Haus des Kaufmanns Josias Klein und hatte den Namen „Zum goldenen Pelikan“ erhalten. Das später über lange Zeit im Besitz der Familie Holz befindliche Gebäude zeigt noch heute einen Pelikan mit ausgebreiteten Schwingen im Scheitelstein des Türbogens. Ausführende Meister des Bauwerks waren damals der Maurermeister Sprenger und der Zimmermeister Bongartz, die beide möglicherweise der Leitung des Düsseldorfer Baumeisters Nosthoven unterstanden.
Zum Haus, das während des Eisganges 1784 starke Schäden erlitt, gehörte eine Scheuer in der Kirchgasse. Dieser schloss sich ein Haus an, das als katholische Kaplanei diente und 1784 ebenfalls ziemliche Schäden davontrug und wohl abgetragen wurde. Auf seinem Grundstück erstand dann im 19. Jahrhundert ein größeres Mietshaus.
Das südliche Eckgebäude hatte wie ein Zwilling mit dem Bauwerk der Nummer 33 (wie heute) gleiche Formen und Höhen, die die Gasse malerisch einfassten. Es war 1752 wohl zum Ersatz einer bescheidenen Vikarwohnung als Pfarrhaus errichtet worden und wurde an seiner Hausecke zur Gasse von einer dort angebrachten Marienfigur geschmückt. Dem Pfarrhaus zugehörig war ein der Kirche angebautes Gartenhaus, welches im Stil der „bergischen Art“ glich.

### St. Clemens als Pfarrkirche im 19. Jahrhundert
St. Clemens diente den Katholiken Mülheims ab 1796 als Pfarrkirche, deren bescheidenes Raumangebot und das stetige Anwachsen der Pfarrgemeinde jedoch zum Neubau eines größeren Gotteshauses zwangen. Dieses entstand 1864 nach einem Entwurf des Architekten Ernst Friedrich Zwirner und erhielt den Namen des Hochfestes Maria Himmelfahrt, der späteren Liebfrauenkirche, die an der nicht weit entfernten Regentenstraße erbaut wurde.

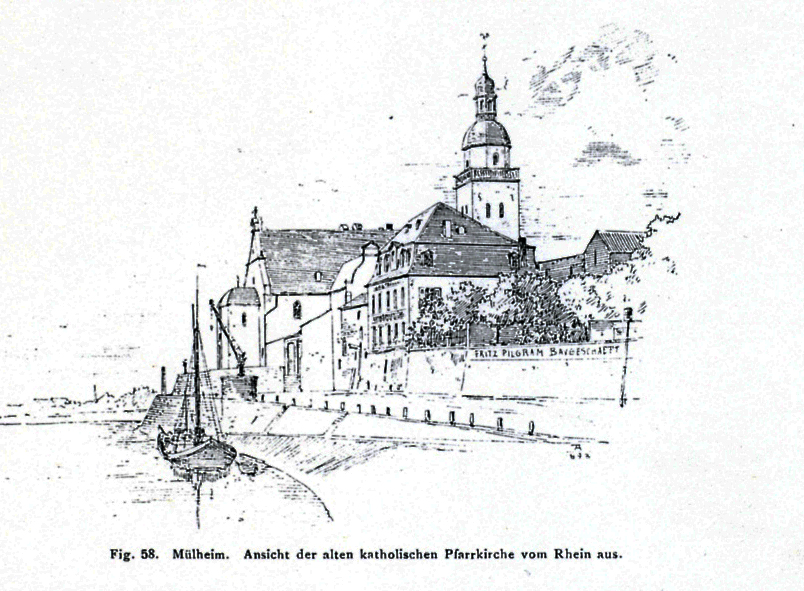
Die alte Pfarrkirche mit Vorhalle (Ende 19. Jh.)

#### Äußerer Kirchbau
Eine Zeichnung vom Ende des 19. Jahrhunderts zeigt die Clemenskirche auf hoher Aufmauerung des Uferstreifens in durchweg glattverputztem weißgekalktem Zustand. Für den Hallenbau mit angebauter zweigeschossiger Vorhalle im Westen und einem hohen Turm an der Ostseite gab Clemen ein Lichtes Maß von 19,10 m Länge und 13,20 m Breite an. Die westliche Giebelfront wurde über der Vorhalle in ihrer Mitte von einem Gesims durchzogen und endete mit einem aufgesetzten Steinkreuz in Höhe des Firstes. Nach Süden schloss sich der Kirche, deren Rundbogenportal der Vorhalle einen Schlussstein mit der Jahreszahl 1754 trug, eine zum Nachbarhaus reichende Mauer an, die einen Tordurchgang zum Pfarrhof hatte. Die dort sichtbaren Endungen der dreijochigen Seitenschiffe wurden von massiven, pultartig abgedeckten Strebepfeilern gegliedert, die zu dieser Zeit noch den Druck eines eingezogenen Gewölbes aufzufangen hatten. Ein Strebepfeiler der Nordseite zeigte mit seinen ins Mauerwerk eingelassenen eisernen Ankern die Jahreszahl 1720. Die Felder der Joche hatten jeweils ein Spitzbogenfenster, welches mit schlichtem gotischen Maßwerk versehen war. Zu beiden Seiten der Kirche endeten die Seitenschiffe in Apsiden und ihre Jochfelder in kleinen geschweiften Giebeln über einer runden Luke. An der Ostseite der Kirche hatte der dem Chor vorgebaute Turm beidseitig kleine Anbauten erhalten, die in gleicher Flucht mit den Apsiden lagen, wovon der südliche die kleine Sakristei war und ein nördlicher Anbau die oben angeführte Tafel mit dem Text des Abtes Lohe trug. Für die Höhe des Turms wurde kein Maß angegeben. Er war schlicht gestaltet und endete über dem vierten Geschoss mit einer umlaufenden steinernen Balustrade. Innerhalb dieser erhob sich ein eingeschossiger achtseitiger, mit einem Kuppeldach versehener Aufbau mit Laterne und kleinem Helm, der nach Clemen dem der Kirche Maria vom Frieden gleichkam.

#### Innere Kirchenarchitektur und Ausstattung

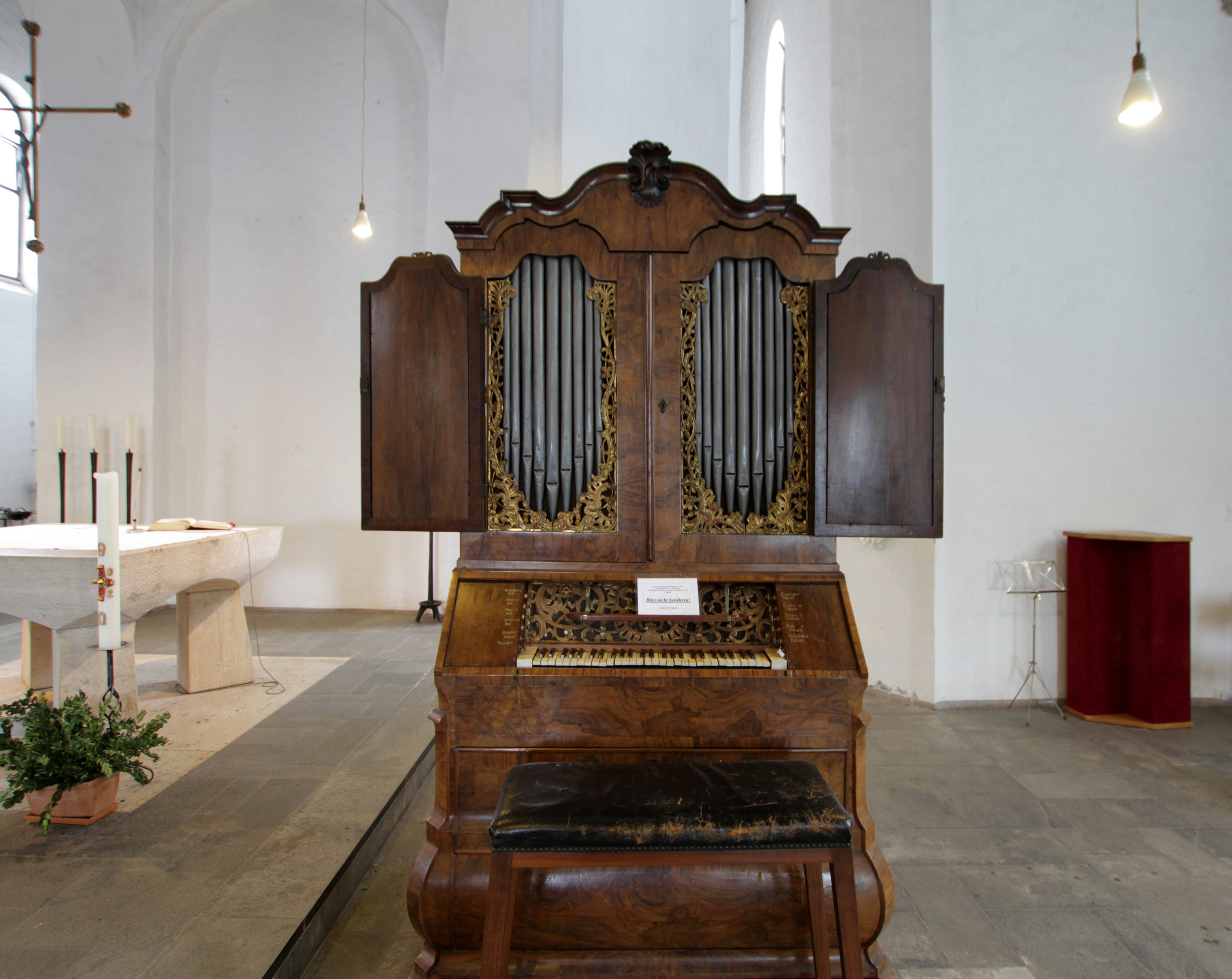
Heutige Orgelausstattung mit einem Werk aus dem Jahr 1725

Die auch in ihrem Inneren schlichte Kirche, deren Mittelschiff die schmalen Seitenschiffe um eine Jochlänge übertraf, war bis auf das flachgedeckte westliche Joch mit der dortigen Orgelempore mit einem von rechteckigen Säulen getragenen Kreuzgratgewölbe ausgestattet.
Trotz ihrer bescheidenen Größe verfügte die Kirche über drei schlichte Altäre im barocken Stil, wovon einer der Nebenaltäre das Wappen des Hofkammerrates Bertoldi trug und wohl eine Stiftung der Familie war. Auf der mit einer barocken Balustrade versehenen Empore befand sich ein kleines, ebenfalls der Barockzeit entsprechendes Orgelgehäuse aus dem Jahr 1725. Die Balustrade der Orgelbühne trug die Inschrift „RENOVATUM 1791“. Alle drei Glocken der Clemenskirche trugen die Inschrift „ALEXIUS PETIT ME FUNDIT ANNO 1756“.

### St. Clemens im 20. Jahrhundert
Seit dem Neubau der Liebfrauenkirche wurden an St. Clemens keine größeren Veränderungen vorgenommen, man führte lediglich notwendigste Instandsetzungen durch.

#### Zustand während der Zeit des Nationalsozialismus
Am Anfang der 1940er Jahre erfuhr die zu dieser Zeit als unbenutzt bezeichnete Kirche aufgrund ihres besorgniserregenden Bauzustandes eine Restaurierung. In der Übersicht des Provinzialkonservators der Rheinprovinz, Metternich wurden durchgeführte Maßnahmen zur Denkmalpflege auch bezüglich der Mülheimer Clemenskirche angeführt. Für diese wurden in den Rechnungsjahren 1939/40 und 1940/41 durch Mittel der Staats- und Provinzialbeihilfen eine Reihe notwendiger Arbeiten ausgeführt. Es wurde das westliche Mauerwerk des Turmes ausgebessert, sowie Teile der ebenso geschädigten Haustein- und Mauerwerkpartien der Westseite der Turmgalerie in Angriff genommen. Überdies erhielt der Kirchenbau eine neue Dachbeschieferung. Der renovierte Zustand der Kirche, die zu dieser Zeit noch über einen Vorbau an ihrer Westseite verfügte, ist durch eine Fotografie des Kölners August Kreyenkamp dokumentiert.

#### Zerstörungen im Zweiten Weltkrieg
Das Rheinviertel Mülheims war besonders starken Bombardements der Alliierten ausgesetzt. Über ihm wurden bei einem einzigen Angriff im November 1944 ca. 8000 Brandbomben und 100 Sprengbomben von je 225 kg abgeworfen, dazu traf das Viertel eine unbekannte Zahl von Luftminen und Phosphorkanistern. Auch St. Clemens blieb nicht verschont und erlitt starke Schäden. Eine Fotografie des Jahres 1949 zeigt die Reste der Kirche, die aus dem Mauerwerk des ausgebrannten Erdgeschosses und dem Torso des Turmes (nicht auf der Abbildung) bestanden.

#### Untersuchung der Ruine
Das Rheinische Amt für Denkmalpflege führte offenbar schon kurz nach Kriegsende Bestandsaufnahmen bezüglich der verbliebenen städtischen Kulturgüter durch. So fand im März 1949 auch eine Untersuchung der zerstörten Clemenskirche statt, bei der durch weitere Entdeckungen, die bereits 1939 festgestellte frühe Entstehungszeit des romanischen Bauwerks erhärtet werden konnte. Die Erkenntnisse lieferten das nun durch die Zerstörungen des Krieges offengelegte Restmauerwerk der Kirchenruine, wie beispielsweise sichtbar gewordenes, sauberes Tuffmauerwerk und Reste des ursprünglichen Dachgesimses im westlichen Wandpfeiler. Über dem Bogenfries der östlichen Achse waren Reste des Dachgesimses aus Viertelstab sichtbar geworden und die Ostecken des Mittelschiffes und des Chores verrieten nun, dass sie ehemals durch die Einarbeitung von Trachytquadern betont worden waren. Ergänzend zu der schon 1939 als nördliche Außenwand erkannten heutigen Arkade fand man (im Gegensatz zum heutigen Zustand) an der Südwand außer Lisenen rechteckige Blendrahmungen mit Verputzresten der frühen Zeit. Zusammen mit weiteren Details schloss man auf einen einschiffigen Saalbau mit zwei Achsen von etwa 6 m mal 8,5 m, der überwiegend aus Tuffstein errichtet worden war.

#### Wiederaufbau

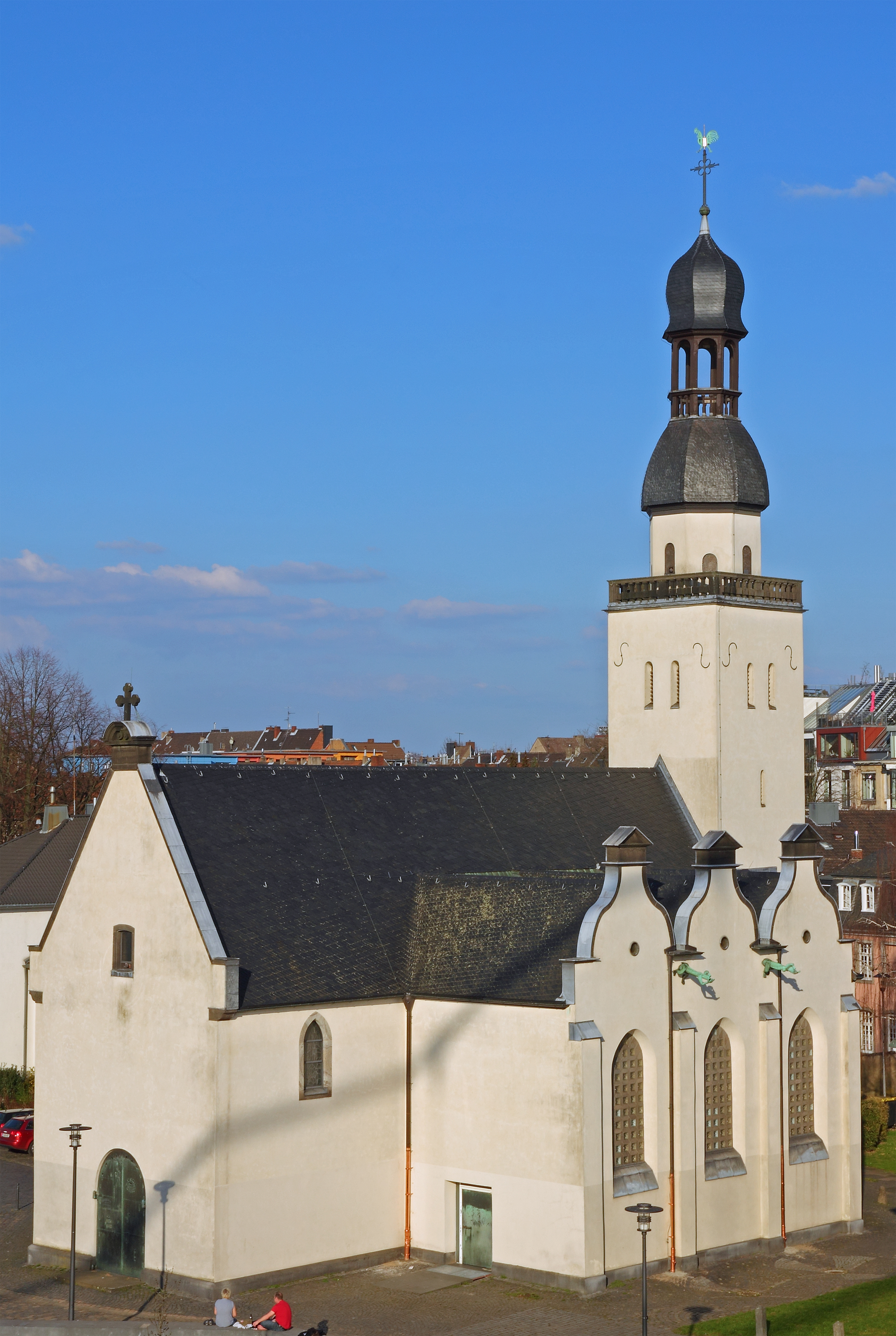
Südwestansicht
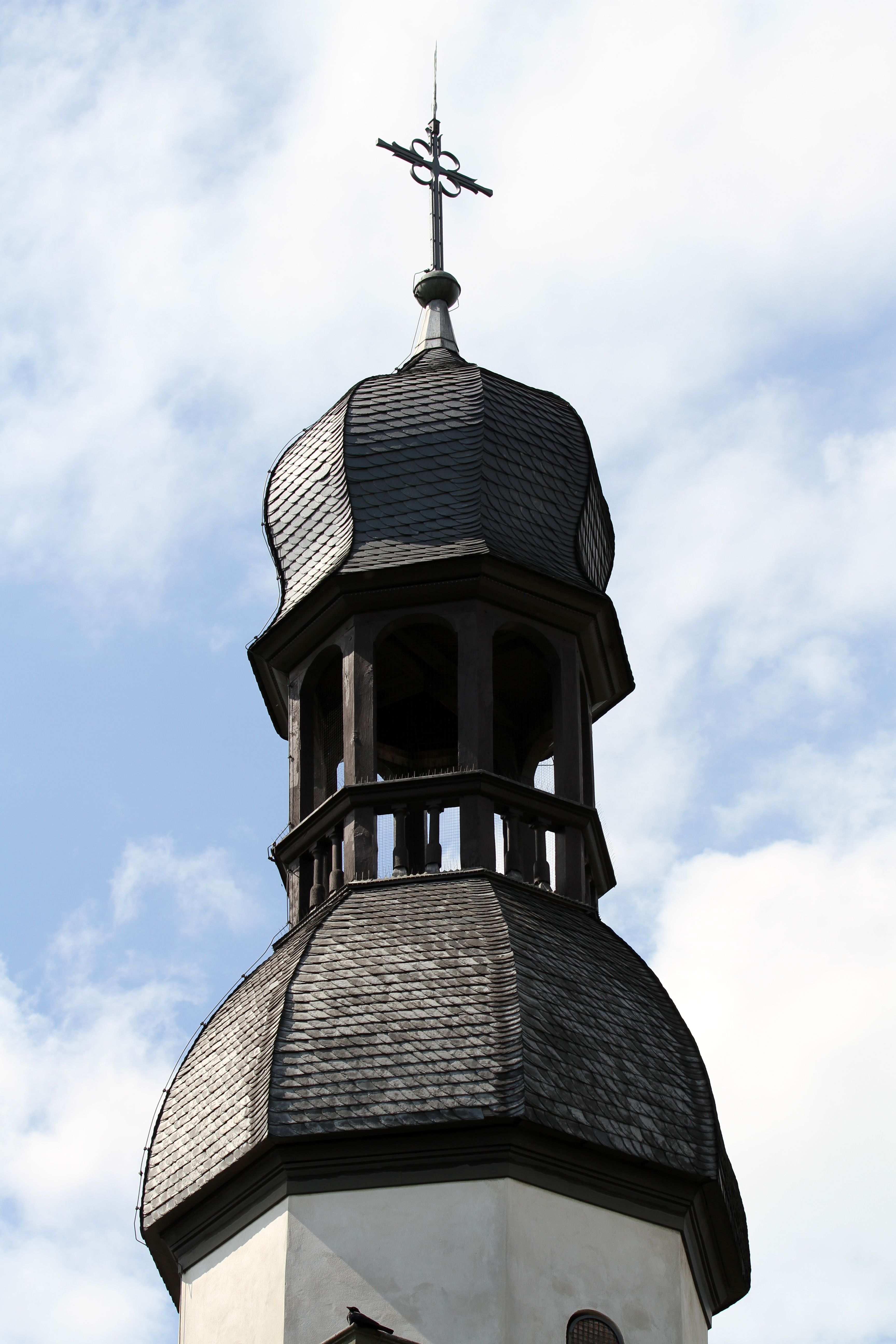
Details der Turmspitze
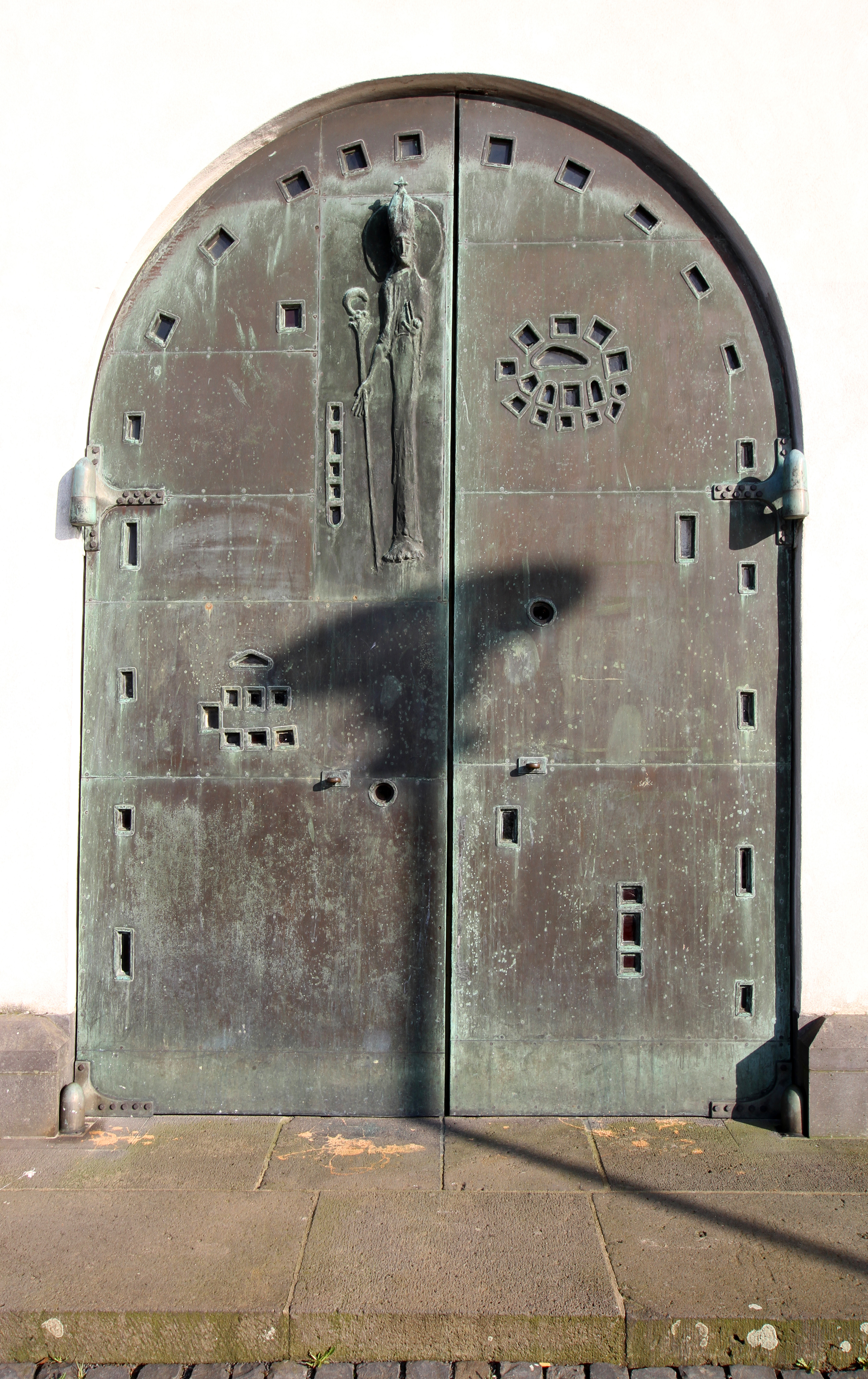
Bronzeportal von Joachim Schürmann
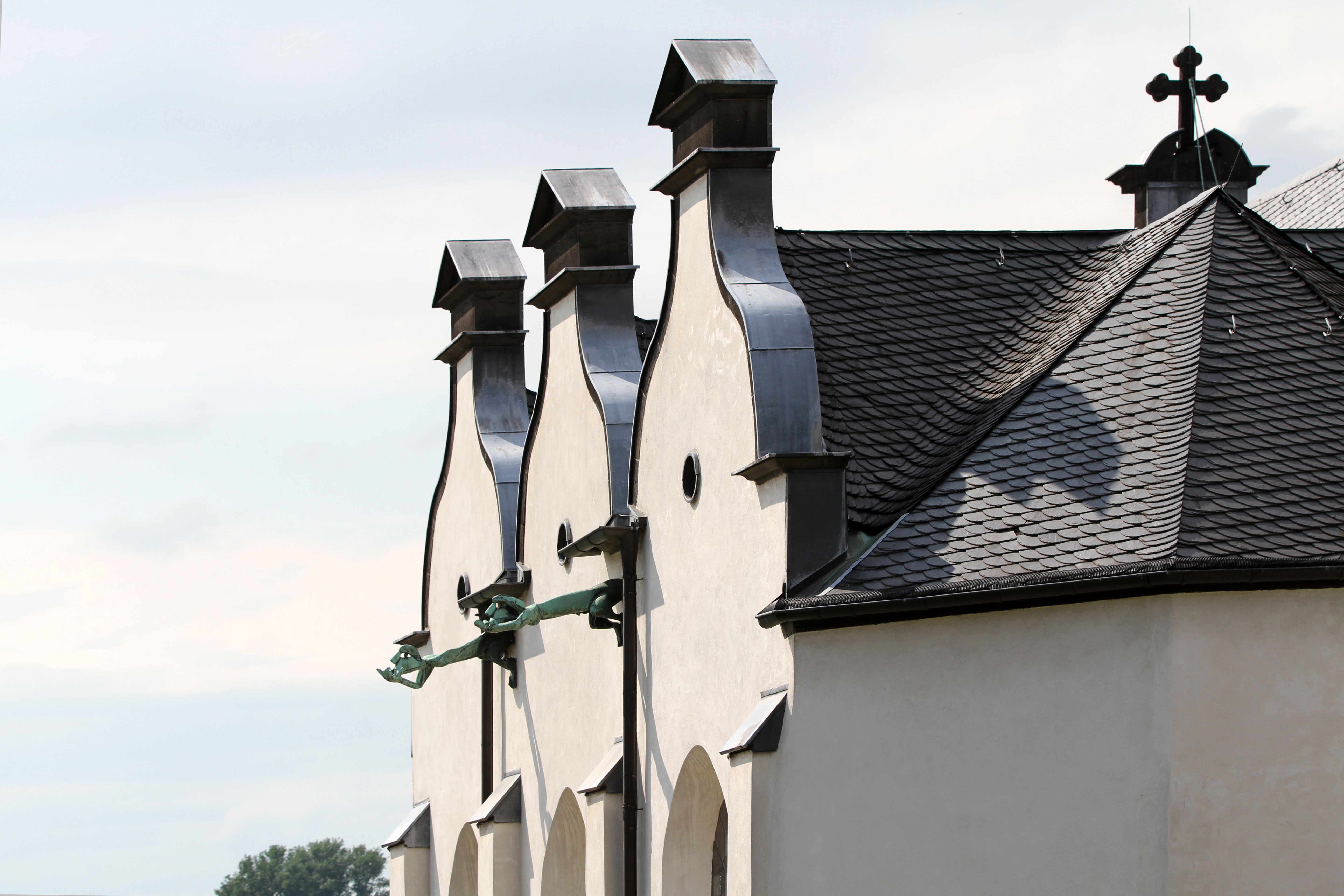
Schweifgiebel und Wasserspeier

Der Wiederaufbau der Kirche durch den Architekten Joachim Schürmann fand zwischen den Jahren 1952 und 1960 statt. Da man erst wenige Jahre vor dem Kriegsende den romanischen Kern des barocken Bauwerks entdeckt hatte, wollte Schürmann eine schlichte, weißgekalkte Kirche schaffen, die den Eindruck einer „Romanisierung im Geiste der Moderne“ vermitteln sollte. Bei der Umsetzung dieser Idee sollte so vorgegangen werden, dass das wiedererstehende Bauwerk vorhandene Originalteile integrieren würde. Der westliche Vorbau der Kirche wurde weder bei diesen Arbeiten, noch bei erneuten Restaurierungen durch Schürmann im Jahr 1979/80 erneuert.

## Heutige Kirche
Der durch die zahlreichen Veränderungen in der Vergangenheit entstandene unregelmäßige Grundriss der Kirche, die nur wenige Achsenbezüge oder rechte Winkel aufweist, blieb unverändert erhalten.
Im Übrigen wurde nach Bellots Ausführungen nichts von dem Zustand der alten Clemenskirche entsprechend rekonstruiert, vielmehr seien leicht wiederherzustellende Teile durch Weglassen ehemals vorhandener Formen oder durch Hinzufügen neuer verfälscht worden. Als folgenreichste der getroffenen Entscheidungen kritisiert Bellot den Verzicht auf eine Einwölbung, die wegen der angeblich bedenklichen Statik der Außenmauern und Strebepfeiler nicht wieder vorgenommen wurde. Die heutigen Arkadenwände, nach Bellot ursprünglich feine Gliederungen und Stützen des Gewölbes, ständen nun sinnlos geworden im Raum. So ist die heutige Kirche mit einer flachen Holzdecke ausgestattet, die gleichermaßen alle Schiffe abdeckt. Weiter sei zu konstatieren, dass die Spitzbogenfenster der äußeren Polygonseiten der dortigen Apsiden zugesetzt wären. Die im Krieg zerstörte, nun ersetzte äußere Nordwand des Seitenschiffes hat nur kleine Rundfenster, deren Format nach Bellot, als nicht den Originalen nachempfunden angesehen wurde, auch sei die Wand innen ungegliedert geblieben und außen wurde nicht dem Original nachgeeifert und auf Strebepfeiler verzichtet. Selbst das ehemalige Gabelmaßwerk der Südseitenfenster wurde nicht wieder eingesetzt, sondern erhielt eine Füllung aus Glasbausteinen. Die reiche Ornamentik der vormaligen Westfassade wurde stark reduziert, die zerstörte Vorhalle nicht erneuert. Bellot dokumentiert durch Fotografien, dass die Haube des Turms aufgrund eines zu steilen Kuppeldachs falsch rekonstruiert und nun eine veränderte Schweifhaube hat.
Seit Dezember 2015 wird die Kirche nachts angestrahlt.

### Innenraum und Ausstattung

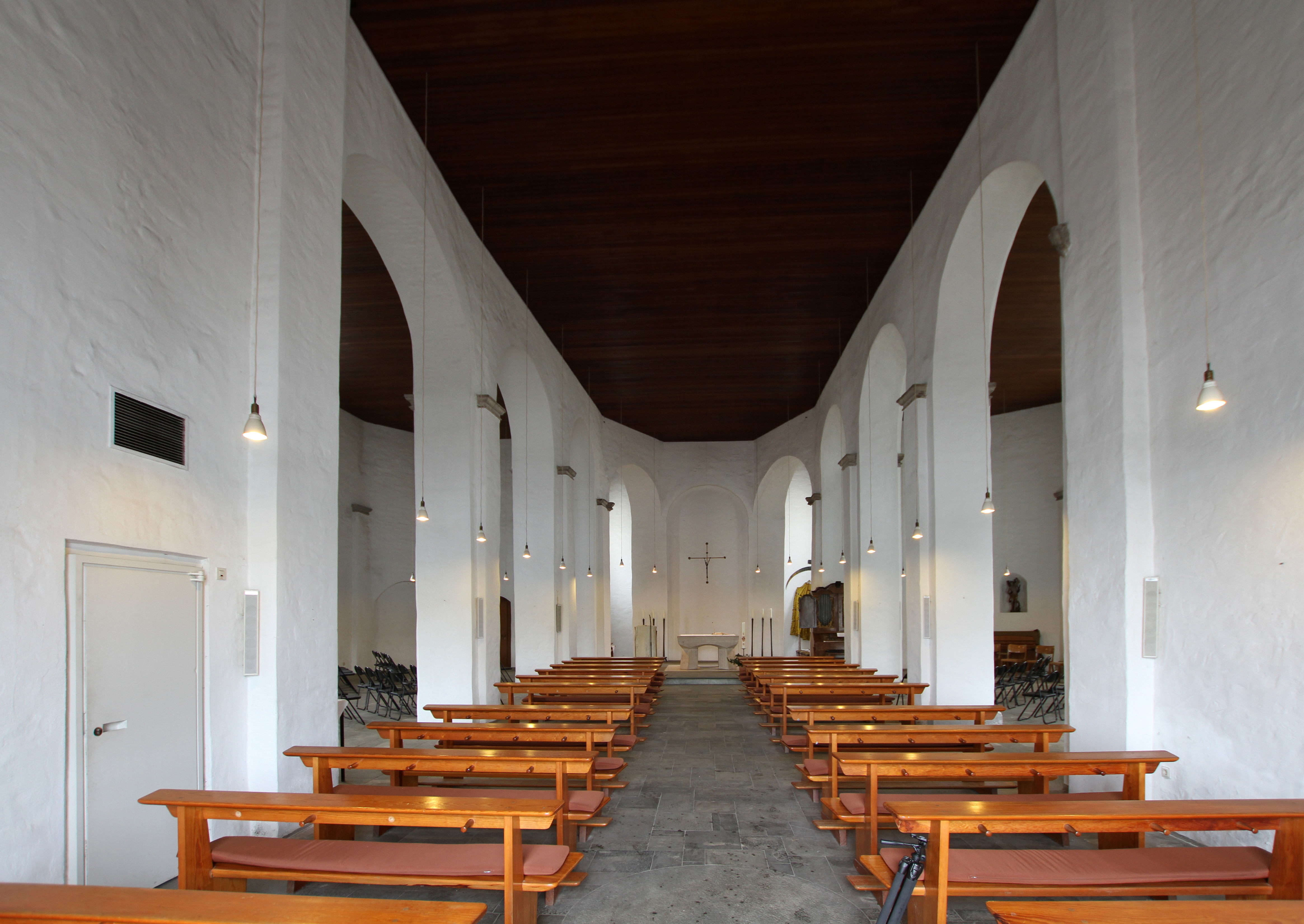
Mittelschiff
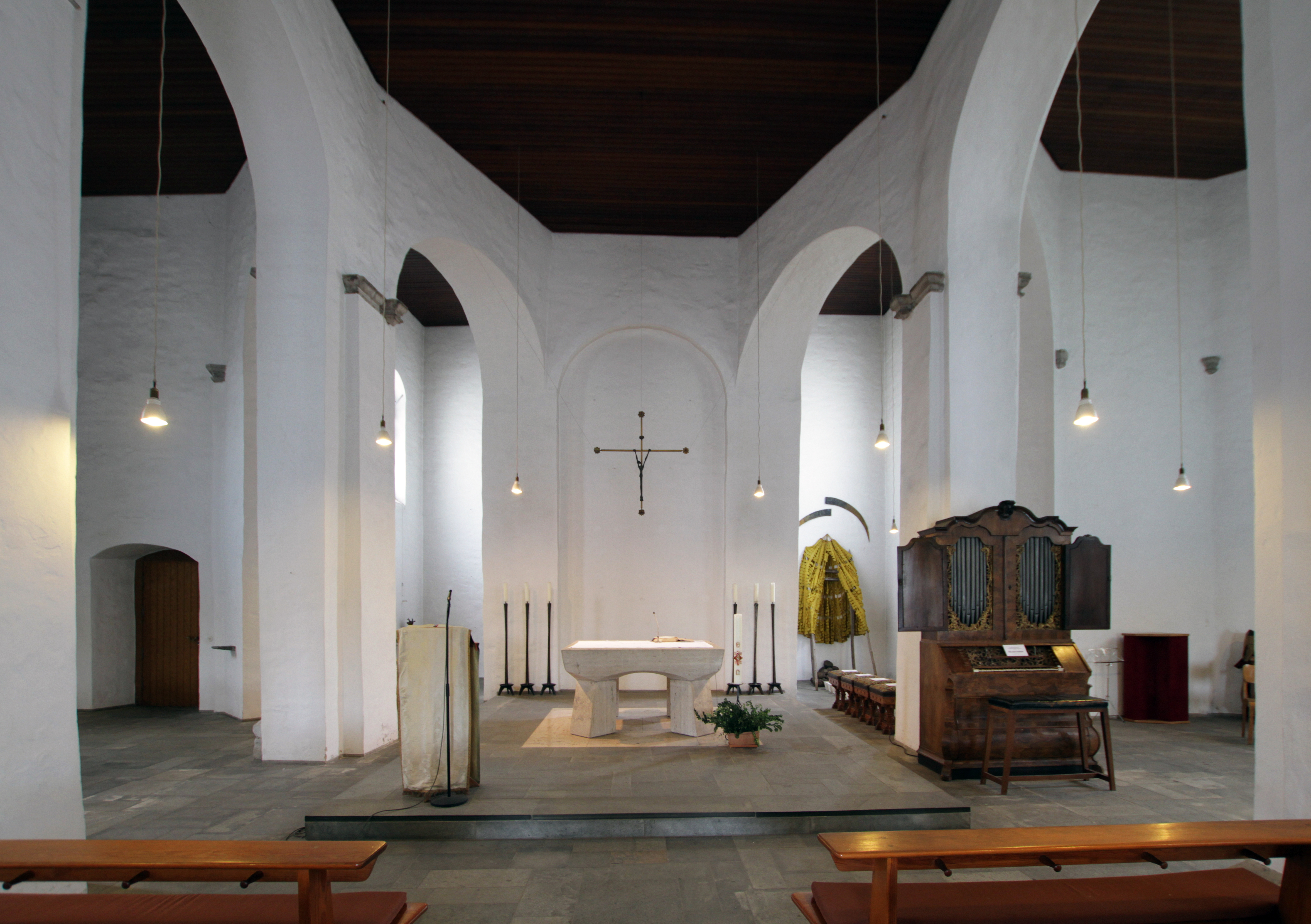
Ostansicht
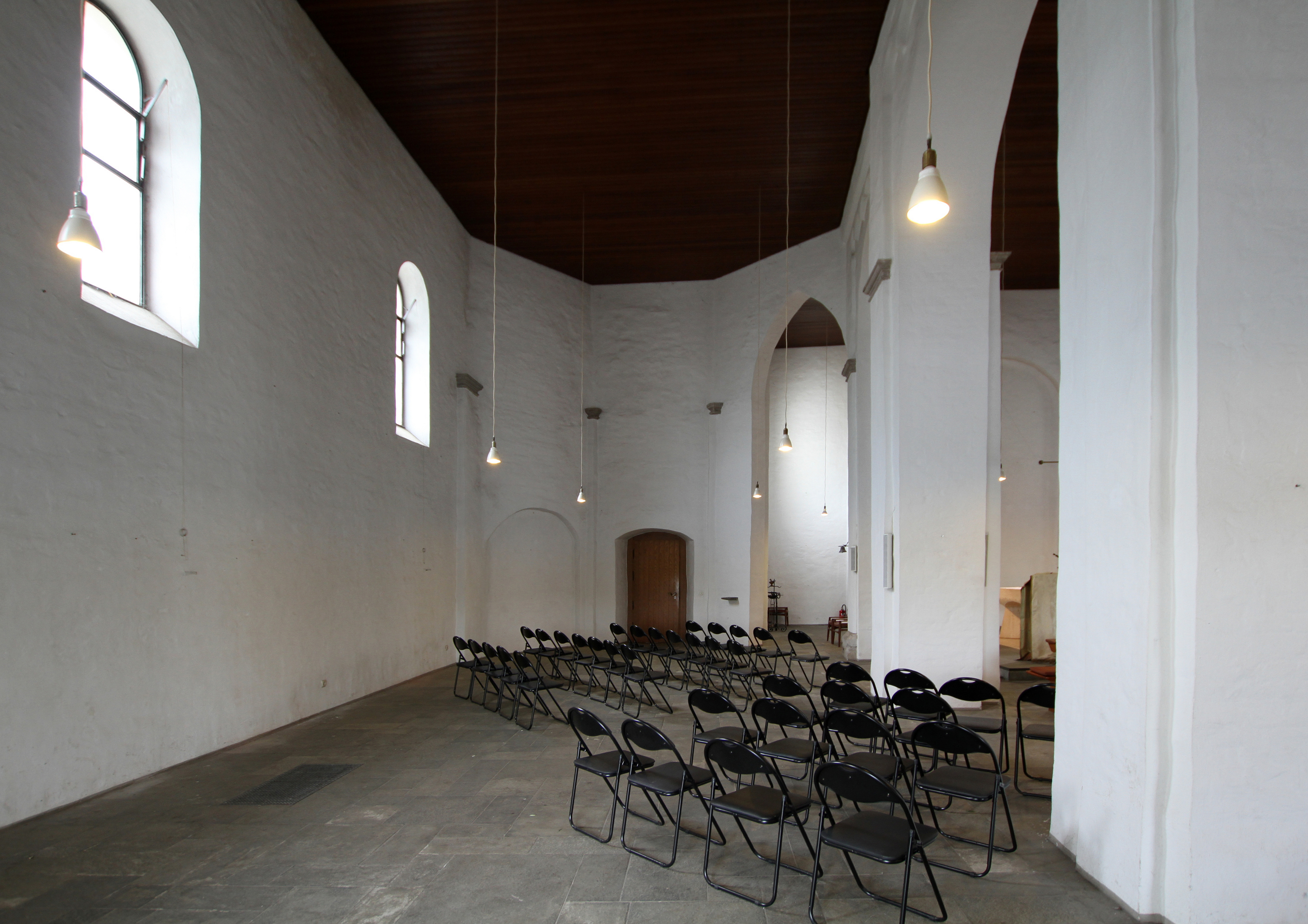
Seitenschiff im Nordosten

Von der Westseite ist die Kirche über zwei seitliche Türeingänge oder durch das von Schürmann entworfene bronzene Rundbogenportal zu betreten. Diese Arbeit entstand 1960 und zeigt Motive, die der Künstler der Vita des heiligen Clemens zuordnete. Dem Portal folgt kein separater Vorraum, sondern das Ende des Mittelschiffes, über dem sich ehemals die Orgelempore befand. Nach wenigen Metern schließen sich die durch Rundbogenarkaden integrierten Seitenschiffe an, die nur von geringer Breite sind und für besondere Anlässe mit einer Klappbestuhlung ausgestattet werden. Die jeweils drei rechteckigen Pfeiler der Arkaden wurden in Höhe des Bogenansatzes von angedeuteten Kämpfern verziert. Das restliche Mauerwerk der Kirche ist bis auf den romanischen Fries der nördlichen äußeren Arkade schmucklos und wurde insgesamt weiß getüncht. Als Kontrast zum schlichten Weiß wirkt der aus grauen groben Steinplatten bestehende Boden und die Holztäfelung der Decke, wodurch eine optische Weite des Innenraums erzielt wurde. Der Mittelgang führt durch beidseitig aufgestellte Kirchenbänke zum leicht erhöhten Boden des Ostchores, vor dem an der rechten Seite ein kleines Orgelwerk des Jahres 1775 von H. H. Hess aus Gouda und links ein Lesepult aufgestellt ist. Die Chornische selbst ist leer, einziger Schmuck ist ein herabhängendes Kreuz, das von Werner Schürmann (einem Bruder des Architekten) geschaffen wurde, sowie der massive Altartisch aus hellem Marmor.

### Glocken
Im Turm hängen drei Glocken, die 1960 von der Glockengießerei Petit & Gebr. Edelbrock gegossen wurden. Das Geläut ist auf die übrigen in Mülheim abgestimmt.
| Nr. | Name    | Durchmesser (mm) | Masse (kg) | Schlagton (HT-1/16) | Inschrift                                         |
| 1   | Clemens | 815              | 330        | b1 +10              | ST. CLEMENS / DEPRECA PACEM UNITATEMQUE ECCLESIAE |
| 2   | Petrus  | 725              | 230        | c2 +10              | ST. PETRUS / CUSTODI RHENUM REGIONEMQUE NOSTRAM   |
| 3   | Maria   | 675              | 190        | des2 +11            | ST. MARIA / PROTEGE JUVENTUTEM NOSTRAM            |

## Rheinpromenade Mülheimer Ufer
Noch auf der Abbildung der 1940er Jahre stand St. Clemens auf einem zweistufigen gemauerten Bruchsteinsockel unmittelbar am Rheinufer.
Am Ende Jahres 1953 wurde die Rheinpromenade angelegt, die im Wesentlichen der heutigen Situation an der Kirche entspricht. Ebenfalls zu dieser Zeit wurde auf der Ufermauer vor dem Westportal der Kirche eine Skulptur des heiligen Nepomuk aufgestellt, dem Schutzpatron gegen die Gefahren des Wassers, die der Bildhauer Eduard Schmitz jun. schuf.
Schutzpatron der Schiffer und ihrer Kirchen am Rhein war schon seit früher Zeit oft der heilige Clemens. So war er der Schutzheilige der alten Doppelkirche in Schwarzrheindorf sowie der St. Clemenskirche in Langel und auch der alten Kölner Stiftskirche St. Kunibert, die ursprünglich ebenfalls dem heiligen Clemens geweiht war und seinen Namen führte.